# Física Divertida
Física Divertida é um programa educativo formado a partir de parceria entre a TV Rá-Tim-Bum e a Mad Science São Paulo. O programa estreou em agosto de 2010. No ano de 2011 está em sua segunda temporada e é dirigido por Mário Masetti.
A ideia de transmitir conceitos científicos de forma lúdica é bem parecida com o O Mundo de Beakman transmitido pela TV Cultura na década de 1990.
O programa foi selecionado para concorrer na quinta edição do Festival Prix Jeunesse Iberoamericano, na categoria "7 a 11 anos não-ficção". O episódio que concorre ao prêmio fala sobre o gelo seco e foi dirigido por Maurício Valim.

## Sinopse
Rick Radioativo e Kelly Kosmos ensinam conceitos científicos a partir do laboratório de Rick. As experiência são sempre observadas pela vizinha Dona Xereta.
Na segunda temporada, sai a personagem Kosmos e entra uma nova personagem, a curiosa Fabiônica, sobrinha de Dona Xereta.

## Elenco
- Ricardo Macorin… Rick Radioativo
- Kelly Guidotti… Kelly Kosmos (1ª temporada)
- Martha Augustinis… Dona Xereta
- Fabiana Lencioni Ferrari… Fabiônica (2ª temporada)